# گویش تویسرکانی
گویش تویسرکانی گویشی از زبان لری است که توسط مردم بومی شهر تویسرکان به کار می‌رود. اسکندر امان‌الهی بهاروند زبان لری را به دو دسته باختری و خاوری تقسیم کرده و گویش مردم تویسرکان را در کنار گویش نهاوندی و گویش بروجردی و گویش ملایری در دسته گویش‌های باختری زبان لری قرار داده‌است. زبان لُری خود از سه شاخه ی زبانی تشکیل شده است: ۱- لُرستانی ۲- بختیاری ۳- لُری جنوبی در میان این سه شاخه ی زبان لُری گویش بروجردی به شاخه ی لُرستانی تعلق دارد. در بین گویشهای شاخه ی لُرستانی، گویش بروجردی، نهاوندی، ملایری و تویسرکانی به یکدیگر بسیار نزدیک هستند و در برخی تقسیم بندیها آنها را زیرشاخه ای از لُرستانی، به نام ثلاثی قرار می دهند. زبان لری ثلاثی را (بروجرد، ملایر، نهاوند، تویسرکان، شازند و بخش‌هایی از کنگاور در کرمانشاه) تقسیم کرده اند.

## ویژگی‌های گویشی
۱. اختصار: یکی از خصوصیات گویش محلی تویسرکان آن است که در بسیاری موارد کلمات و جملات به صورت اختصار تلفظ می‌شوند و هنگام تکلم حروفی از وسط کلمه یا کلماتی از وسط جمله حذف می‌شوند و تلفظ جمله یا کلمه به صورتی در می‌آید که درک آن را برای افراد غیر بومی مشکل می‌سازد. مثلاً محمد صادق را (مَصاق)، جمله چه می‌گویی را (شیمی) و جمله من چه می‌دانم را (مَچُم) تلفظ می‌کنند.
۲. تبدیل الف به اُ کشیده: غالباً در این گویش، حرف الف در وسط کلمات محذوف و با اُ کشیده جایگزین می‌گردد به مانند: نُن (نان)، خُنه (خانه)، آسموُ (آسمان)، اِسُندن (ستاندن)، توسرکوُ (تویسرکان) و …
۳. الف اطلاق (اشباع): در تعریف الف اطلاق گفته‌اند: «الف اطلاق (الف اشباع در زبان فارسی) الف زائدی است که در آخر اسم و فعل و حرف آورده‌اند. در آثار دورهی سامانی به فراوانی دیده می‌شود اما در دوره غزنوی کمتر می‌شود. در برخی از قسمتهای شاهنامه نیز دیده می‌شود. در دورهی عراقی کم دیده می‌شود و فقط در فعل گفتا به کار می‌رود. در دورهٔ بازگشت به تقلید از زبان قدیم مرسوم شد».
این الف هنوز هم در گویش سرابی تویسرکان معمول می‌باشد. مثال: رفتا، گفتا، حسنا، حسینا.
۴. واو معدوله: در کلمه خواهد، واوی وجود دارد که در اصطلاح دستور واو معدوله نامیده می‌شود. در فرهنگ معین واو معدوله چنین تعریف شده‌است: «واوی که نوشته شود و تلفظ نگردد مثلاً در خواب، خوان، این نوع وا و در قدیم تا حدی به تلفظ درمی‌آمد». این واو در گویش تویسرکان هنوز زنده است و به صورت اشباع شده تلفظ می‌شود:
Xou خُو=خواب و Xouar خوُار=خواهر

## واژگان گویشی
آلِنگ[Aleng]: پوست سبز گردو
آوو [Ǎw]: آب
بایده [Bǎyde]: کاسه کوچک، پیاله
تاسه/تلواسه/تالواسه [Tǎse/Talvǎse/Tǎlvǎse]: انتظار همراه با بی‌قراری، اندوه، ملالت
تَرَنگ/تُرَنگ [Tarang/Torang]: اسم صوت، صدای باد معده
چَفت [Čaft]: کج، خمیده
خان و خانی [Xǎn-O-Xǎni]: چاه کوچک، چشمه
خُسوُره/خُسوُر [Xosoure/Xosour]: پدر زن، مادر زن، پدر شوهر، مادر شوهر
دَلو [Dalv]: ظرف چرمی یا فلزی برای بیرون کشیدن آب از چاه
دَمه [Dame]: باد سخت همراه با برف و کولاک
راست [Rǎst] + کردن: درست کردن، ساختن
زِق [Zeq] + زدن: تراوش کردن آب از درز و لای چیزی
غُر [Qor]: مخنث
غوُ [Qow]: داد و فریاد، جار زدن
کَندوله [Kandule]: خُم گلی که در آن غله را جای دهند
لُغُز [Loqoz]: چیستان، حرف نامفهوم
مِرک [Merk]: آرنج
ناُوِ [Nowe]: دره، بستر رود
ناخا/ناوه [Nǎxǎ/Nǎve]: چوب میان تهی که در بنایی کاربرد دارد
وِنِدیک [Venedik]: شیشه
وور [Vur]: پرتاب
وار [Vǎr]: مرغ تخم‌گذار
هِرِنگ [Hereng]: نیرو و زور
هشتن [Haštan]: گذاشتن
هِوَنگ [Hevang]: هاون

## شعری به گویش تویسرکانی
شعر «نِنه جوُ» از حسین بیات:
نِنِه جُو آی نِنِه جُو قُرونِ بَنِ جِیِرِت
بیا پا تِه بِنِه رُو جُفتِ گُلارا پِسِرت
پِسِرت نه مُ غُلامِ تو مَ دَس بَسهِ تونَم
مَ اَسیر تو مَ بیمارِ تو مَ خَسه توُنَم
نِنِه مَ قدرِ تُونِه تازه خِوَردار شُوَم
مُونی اَکِی از وَختی که بچه دار شُوَم
همه اوُ خونه دِلایی که اَ قدیم خوردی برام
همه اوُ زجر و عذابا که قدیم بردی برام
همهٔ اوُ نصمه شُوا بیار بیَنِت
همه اوُ فِکرِ خیالایِ بچه خُو بیَنِت
همه اوُ اِشگَسدنه چِلّورا چِلّه زِمِسّوُ
که مِشوُسی کونامه خوش می‌کردی وِ شِوِ صوُ
همه ناخوش داریا خونِ دلا درد و غما
هَمه او دردسرا کش واکشا برو بیا
...

### ترجمه
مادر جان! ای مادر جان! قربان بندِ جیگرت
بیا و پایت را روی دو چشم پسرت بگذار
پسرت نه! من غلام تو، من دست بسته تو ام
من اسیر تو، من بیمار تو، من خسته تو ام
مادر من ارزش تو را تازه فهمیدم
میدانی از کی؟ از وقتی که بچه دار شدم
همه آن خون دل‌هایی که از قدیم برایم خوردی
همه آن زجر و عذاب‌هایی که قدیم برایم بردی
همه آن نصف شب بیدار بودن‌هایت
همه آن فکر و خیال‌های خواب بودن بچه ات
همه آن یخ شکستن‌های چله زمستان
که (لباس) کهنه‌هایم را می‌شستی و خشک می‌کرد از شب تا صبح
همه ناخوشی‌ها، خون دل‌ها، درد و غم‌ها
همه دردسرها، کش و واکش‌ها، برو بیاها
...

## ضرب‌المثل‌های تویسرکانی
- اَ پی بِرِه رُو دُمّه، تا دُمّه خُو بِجُمّه: از پیه برود روی دنبه، تا دنبه خوب بجنبد: اعتراض به تصاحب مال فقیر از سوی توانگر.
- اَ جِوُنی تا پیری، اَ پیری تا بمیری؟ : از جوانی تا پیری از پیری تا بمیری؟: غفلت و کج روی تا کی؟ به فکر اصلاح خود باش.
- اَ چَرچی می شه کُنِه بِخِری؟!: از پیله ور می‌شود کهنه (اجناس دست دوم) خرید؟ !: دشواری معامله با افراد کم گذشت و زیاده طلب.
- اَ دِرِ باغ وَریَردی، بهتِرِ تا بِری مینِ باغِ: از در باغ برگردی، بهتر است تا داخل باغ بشوی: هر گاه دیدی که تصمیم نادرستی گرفته‌ای، تا دیر نشده‌است، از تصمیم خود برگرد.
- اَ کاسه پُشت پُرسییَن شی اَزِت می یا، گُ ّجِلِو داری. گفتن اَو پِرِ پاچینی که تو داری ـ گفتن اَو دِسِ چِلِنگی که تو داری ـ !: از لاک پشت پرسیدند چه کاری از تو بر می‌آید؟ گفت: جلوداری سپاه. گفتند: با آن دست و پایی که تو داری!: تمسخر شخص پرمدعای بی‌دست و پا.
- اَ لا عَلاجی وِ گُروِه مییه خانِم باجی!: از روی ناچاری به گربه می‌گوید: خانم باجی!: از روی ناچاری به هر نالایقی احترام می‌گذارند.
- اَ مییُ خُمُنه سُختُنیم، اَ دَر مردمِ: از داخل خودمان را سوزانده‌ایم، از بیرون مردم را: معادل با سیلی صورت خود را سرخ کردن.
- اِشکِمِ گاو او بَلگ مِو؟ : شکم گاو و برگ مو؟ غذای معمولی شخص پر اشتها را سیر نمی‌کند. (بسیار پر توقع و حریص است و به این چیزها قانع نمی‌شود)[۱۰][۱۱]